# Zeihen
Zeihen é uma comuna da Suíça, situada no distrito de Laufenburg, no cantão de Argóvia. Tem 6,87 km² de área e sua população em 2018 foi estimada em 1.171 habitantes.